# Peatnîceanî, Strîi
Peatnîceanî (în ucraineană П'ятничани) este o comună în raionul Strîi, regiunea Liov, Ucraina, formată numai din satul de reședință.

## Demografie
Componența lingvistică a comunei Peatnîceanî
     Ucraineană (99,12%)
     Alte limbi (0,88%)
Conform recensământului din 2001, majoritatea populației comunei Peatnîceanî era vorbitoare de ucraineană (99,12%), existând în minoritate și vorbitori de alte limbi.